# 國父思想
《國父思想》是以孫中山的1924年三民主義演講本為基本骨架，並加上《孫文學說》、《國父全集》等相關言論著作，而整理出的教科書性質書籍。1953年，臺灣的高級中學的三年級增列「三民主義」一科。而1970年代之後，為中華民國專科學校以上之必修課程的課程之一，現已刪除相關考試項目。

## 大陸時期
1929年，國民革命軍北伐名義上統一中國後，實行公民教育。其1929年「高中課程暫行標準」公民教育課程則稱為「黨意」，以三民主義為基礎。但在1932年的「中學課程標準」，又改回稱為「公民」。而當時在小學方面，則有商務印書館的「新時代三民主義教科書」為之流通。

## 遷台以後
1953年，因應當時反共抗俄國策，教育部聘請盧紹稷起草「高級中學三民主義課程標準」草案。審查通過後，於隔年一月實施。但在台師大公民訓育系與中國文化大學三民主義研究所設置之前，臺灣地區均未有合格三民主義教師。據1975年教育部請台師大教育系行政協助調查顯示，非本科教授三民主義課程教師達46%。而三民主義也為當時大學聯考必考科目之一，隨著解嚴，1999年3月26日大考中心宣布，隔年八十九年度大學聯考廢除考三民主義一科。2005年高中取消三民主義課程。
而在大專院校方面，1950年起大專則恢復三民主義課程，並在1964年更名為「國父思想」，教育部本意試圖藉由大學學術研究方法，使得「三民主義學術化」。1990年在全國大學校長會議中，教育部宣布再更名為「中華民國憲法與立國精神」，並於八十二學年度實施。但在釋字380號被司法院大法官宣布違憲，則該課程轉為「通識課程」。

## 現狀
在中華民國教育部的「九五暫綱」將高中原有之「三民主義」、「公民」、「現代社會」等三科目，整微為「公民與社會」一科。三民主義作為獨立課程在中華民國教育上走入歷史。

### 引用
1. ↑   (PDF).   [2015-08-15]. （原始内容 (PDF)存档于2015-09-23）.
2. ↑   (PDF).   [2015-08-15]. （原始内容存档 (PDF)于2015-09-23）.
3. ↑  https://www.facebook.com/TBSCTS. . 華視新聞網.   [2022-07-14]. （原始内容存档于2021-08-19） （中文（臺灣））.
4. ↑  中時新聞網. . 中時新聞網.   [2022-07-14]. （原始内容存档于2022-07-14） （中文（臺灣））.
5. ↑   (PDF).   [2015-08-15]. （原始内容存档 (PDF)于2019-05-02）.